# Charles MacNaughton
Pour les articles homonymes, voir MacNaughton.
Charles Steel MacNaughton (15 mai 1911-20 novembre 1987) est un homme politique canadien de l'Ontario. Il est député provincial progressiste-conservateur de la circonscription ontarienne de Huron de 1958 à 1973. Il est ministre dans les cabinets des gouvernements de John Robarts et de Bill Davis.

## Biographie
Né à Strasbourg en Saskatchewan, MacNaughton et s'installe ensuite à Brandon au Manitoba où il travaille dans l'industrie du grain. En 1944, il prend domicile à Exeter en Ontario et devient distributeur de grains. Membre fondateur de la South Huron Hospital d'Exeter et siège au conseil de la South Huron District High School Board pendant neuf ans, dont deux à titre de président.

## Politique
Élu député lors d'une élection partielle en 1958, il est réélu à quatre reprises jusqu'à sa retraite en 1973.
En octobre 1962, il devient ministre des Transports dans le gouvernement de John Roberts. À ce poste, il est responsable de l'expansion de l'autoroute 401 à six voies. En novembre 1966, il est nommé Trésorier de la province.
Lors de l'arrivée de Bill Davis au pouvoir, il retourne aux Transports.
Retiré de la politique en janvier 1973, MacNaughton nommé président de la Commission des courses de l'Ontario.

## Vie privée
Son fils, John A. MacNaughton (1945-2013), devient banquier d'affaires et directeur général de l'Office d'investissement du régime de pensions du Canada.
Le Parc MacNaughton et le sentier MacNaughton-Morrison section of South Huron Trail.